# Davide Dionigi
Davide Dionigi (Reggio Emilia, 10 gennaio 1974) è un allenatore di calcio ed ex calciatore italiano, di ruolo attaccante, tecnico della Reggiana.

## Carriera

### Giocatore

#### Club
Cresce nelle giovanili del Modena e a 17 anni viene aggregato alla prima squadra, partecipante al campionato di Serie B. Nella stagione di esordio mette a segno una rete in 20 partite, e viene ingaggiato per 1,5 miliardi di lire dal Milan, che lo aggrega alla squadra Primavera.
Nel 1993 viene ceduto in prestito al Vicenza, con cui gioca un'unica partita prima di scendere in Serie C1 al Como. Con i lariani va in rete 14 volte in 28 presenze, conquistando la promozione in Serie B, e nel 1994 viene ingaggiato in prestito dalla Reggiana. Con la squadra granata debutta in Serie A il 4 settembre dello stesso anno, in Napoli-Reggiana (1-0).
Nel mercato autunnale, dopo 7 presenze senza reti, torna in prestito al Como; i lariani retrocedono però in serie C1 con Dionigi che segna 3 reti in 23 presenze.
Tornato al Milan, viene girato in prestito al Torino (una sola rete in 22 presenze nella stagione 1995/96) e alla Reggina nella Serie B 1996-1997. Con la formazione amaranto conquista la salvezza e si laurea capocannoniere della Serie B realizzando 24 reti in 37 presenze.
Lo acquista quindi la Fiorentina, ma in maglia viola è chiuso nel suo ruolo da Gabriel Omar Batistuta, e totalizza solo 2 presenze prima di passare in autunno al Piacenza, allenato da Vincenzo Guerini, che lo aveva avuto alla Reggina. Con la casacca del Piacenza inizia un periodo di stabilità, con 3 stagioni di Serie A in cui realizza 13 reti in 60 presenze, anche se raramente riesce a imporsi come titolare.
Nell'inverno 1999 passa alla Sampdoria in Serie B (35 presenze e 12 reti), prima di tornare alla Reggina, questa volta in massima serie, in cui segna 6 reti che però non evitano la retrocessione. Rimasto a Reggio Calabria, ottiene un'immediata promozione nella stagione 2001-2002 contribuendo con 11 reti in 30 partite.
Passa quindi al Napoli in Serie B dove gioca due stagioni, la prima realizzando 19 goal in 31 partite (seconda miglior stagione in carriera sotto il profilo realizzativo) e la seconda (da vice-capitano della squadra) con 8 reti in 32 presenze in campionato. Nell'estate 2004 la società partenopea fallisce e Dionigi si ritrova svincolato, chiudendo così la sua esperienza partenopea con 27 reti in 63 partite in campionato e con una presenza senza reti in Coppa Italia.
Torna per la terza volta alla Reggina in Serie A sotto la guida di Walter Mazzarri che lo utilizzerà col contagocce, collezionerà 10 presenze (sbagliando un calcio di rigore) senza nessuna rete.
Decide quindi di ritornare in Serie B, accettando le offerte del Bari, dove segna 4 reti in 21 presenze. Nella stagione 2005-2006 viene ingaggiato dalla Ternana: per lui 24 presenze, 3 reti e una retrocessione in Serie C1 con la squadra umbra.
Nel giugno 2006 accetta l'offerta del neopromosso Spezia, in Serie B, segnando all'esordio. Nel gennaio 2007, dopo 15 presenze in Liguria, si trasferisce al Crotone, dove disputa altri 11 incontri.
Nell'estate 2007 passa al Taranto in Serie C1. Con la formazione pugliese mette a segno 11 reti in due stagioni, e l'11 agosto 2009 viene ceduto all'Andria BAT, con cui conclude la carriera di calciatore all'età di 36 anni.

#### Nazionale
A fine 1994 era entrato nel giro della nazionale Under-21, dove disputa complessivamente 7 gare andando a rete 5 volte.

### Allenatore
Il 9 novembre 2010 subentra a Giuseppe Brucato, allenatore esonerato dal Taranto in Lega Pro Prima Divisione dopo la sconfitta casalinga per 3-1 contro il Foligno Calcio. Conclude la stagione 2011-2012 al secondo posto in campionato, mancando la promozione in Serie B ai play-off persi contro la Pro Vercelli. Il 25 giugno 2012 il suo contratto con la società ionica viene risolto consensualmente.
Dal 2 luglio 2012 allena la Reggina, in Serie B. Il 5 luglio acquisisce a Coverciano la qualifica di allenatore di Prima Categoria UEFA Pro; può perciò ricoprire il ruolo di tecnico in una squadra della massima serie. Il 16 marzo 2013 viene esonerato dalla Reggina; gli subentra Giuseppe Pillon.
Il 12 marzo 2014 subentra a Vincenzo Torrente sulla panchina della Cremonese. A causa della mancata promozione in Serie B dopo i play-off, non viene riconfermato per la stagione successiva.
Il 1º marzo 2015 viene ingaggiato come nuovo allenatore del Varese in sostituzione dell'esonerato Stefano Bettinelli, con i lombardi ultimi in classifica. Il 9 marzo dello stesso anno viene esonerato dopo due sole partite (8 giorni) alla guida della squadra lombarda, che hanno coinciso con altrettante sconfitte, contro Cittadella (3-0) e Bologna (1-3), e al suo posto viene richiamato Bettinelli. Determinante è stato anche il volere degli stessi giocatori di rivolere alla guida tecnica il suo predecessore.
Il 3 luglio 2015 firma per il Matera, club militante in Lega Pro. Viene esonerato il successivo 6 ottobre e sostituito da Pasquale Padalino.
Il 9 ottobre 2017 diventa allenatore del Catanzaro in sostituzione dell'esonerato Alessandro Erra. In seguito ad alcuni risultati negativi dopo le sconfitte in casa con il Rende 0-1 e in trasferta con il Matera per 2-1, si dimette il 6 marzo 2018 con la squadra all'undicesimo posto.
Il 24 giugno 2020 viene nominato nuovo allenatore dell'Ascoli; dopo aver portato la società marchigiana alla salvezza all'ultima giornata in campionato, il 24 agosto 2020, esattamente a due mesi dal sua arrivo, viene esonerato per divergenze venutasi a creare con la società.
Il 10 dicembre 2020 viene ingaggiato dal Brescia come nuovo allenatore, subentrando a Daniele Gastaldello, il quale entrerà a far parte del suo staff come collaboratore tecnico dopo aver ricoperto temporaneamente la guida tecnica della squadra in occasione della partita di recupero della 5ª giornata di campionato contro la Cremonese. Due giorni dopo, al debutto vince per 3-1 contro la capolista Salernitana; ciò nonostante il 3 febbraio 2021, dopo le sconfitte contro Monza e Ascoli, viene sollevato dall'incarico.
Il 17 giugno 2022 viene presentato come nuovo allenatore del Cosenza, in Serie B. Il 31 ottobre seguente, dopo un buon avvio a cui sono seguiti una serie di risultati negativi, la società calabrese decide di sollevarlo dall'incarico con la squadra quintultima in classifica con 11 punti messi insieme in altrettante partite, sostituendolo con William Viali.
Dopo 2 anni e mezzo d'inattività, il 31 marzo 2025 viene nominato ufficialmente nuovo allenatore della Reggiana, squadra della sua città in quel momento terzultima Serie B con 32 punti, sottoscrivendo un contratto fino al termine della stagione con rinnovo automatico al raggiungimento della salvezza. Dionigi, dopo 2 sconfitte iniziali, con 4 vittorie consecutive riesce a centrare l’obiettivo alla penultima giornata.

## Statistiche

### Presenze e reti nei club
| Stagione         | Squadra          | Campionato       | Campionato | Campionato | Coppe nazionali | Coppe nazionali | Coppe nazionali | Totale | Totale |
| Stagione         | Squadra          | Comp             | Pres       | Reti       | Comp            | Pres            | Reti            | Pres   | Reti   |
| ---------------- | ---------------- | ---------------- | ---------- | ---------- | --------------- | --------------- | --------------- | ------ | ------ |
| 1991-1992        | Modena           | B                | 20         | 0          | CI              | ?               | ?               | 20+    | 0+     |
| 1992-1993        | Milan            | A                | 0          | 0          | CI              | 0               | 0               | 0      | 0      |
| 1993-gen. 1994   | Vicenza          | B                | 1          | 0          | CI              | ?               | ?               | 1+     | 0+     |
| gen.-giu. 1994   | Como             | C1               | 28         | 14         | CI              | ?               | ?               | 28+    | 14+    |
| 1994-nov. 1995   | Reggiana         | A                | 7          | 0          | CI              | ?               | ?               | 7+     | 0+     |
| gen.-giu. 1995   | Como             | B                | 23         | 3          | CI              | ?               | ?               | 23+    | 3+     |
| Totale Como      | Totale Como      | Totale Como      | 51         | 17         |                 | ?               | ?               | 51+    | 17+    |
| 1995-1996        | Torino           | A                | 22         | 1          | CI              | 1               | 1               | 23     | 2      |
| 1996-1997        | Reggina          | B                | 37         | 24         | CI              | ?               | ?               | 37+    | 24+    |
| ago.-nov. 1997   | Fiorentina       | A                | 2          | 0          | CI              | 2               | 1               | 4      | 1      |
| nov. 1997-1998   | Piacenza         | A                | 23         | 5          | CI              | 1               | 0               | 24     | 5      |
| 1998-1999        | Piacenza         | A                | 23         | 5          | CI              | 2               | 1               | 25     | 6      |
| ago.-dic. 1999   | Piacenza         | A                | 14         | 3          | CI              | 1               | 0               | 15     | 3      |
| Totale Piacenza  | Totale Piacenza  | Totale Piacenza  | 60         | 13         |                 | 4               | 1               | 64     | 14     |
| dic. 1999-2000   | Sampdoria        | B                | 20         | 8          | CI              | ?               | ?               | 20+    | 8+     |
| 2000-gen. 2001   | Sampdoria        | B                | 15         | 4          | CI              | ?               | ?               | 15+    | 4+     |
| Totale Sampdoria | Totale Sampdoria | Totale Sampdoria | 35         | 12         |                 | ?               | ?               | 35+    | 12+    |
| gen.-giu. 2001   | Reggina          | A                | 21+2       | 6+0        | CI              | ?               | ?               | 23+    | 6+     |
| 2001-2002        | Reggina          | B                | 30         | 11         | CI              | ?               | ?               | 30+    | 11+    |
| 2002-2003        | Napoli           | B                | 31         | 19         | CI              | 0               | 0               | 31     | 19     |
| 2003-2004        | Napoli           | B                | 32         | 8          | CI              | 1               | 0               | 33     | 8      |
| Totale Napoli    | Totale Napoli    | Totale Napoli    | 63         | 27         |                 | 1               | 0               | 64     | 27     |
| 2004-gen. 2005   | Reggina          | A                | 10         | 0          | CI              | ?               | ?               | 10+    | 0+     |
| Totale Reggina   | Totale Reggina   | Totale Reggina   | 100        | 41         |                 | ?               | ?               | 100+   | 41+    |
| gen.-giu. 2005   | Bari             | B                | 21         | 4          | CI              | ?               | ?               | 21+    | 4+     |
| 2005-2006        | Ternana          | B                | 24         | 3          | CI              | ?               | ?               | 24+    | 3+     |
| 2006-gen. 2007   | Spezia           | B                | 15         | 1          | CI              | ?               | ?               | 15+    | 1+     |
| gen.-giu. 2007   | Crotone          | B                | 11         | 0          | CI              | ?               | ?               | 11+    | 0+     |
| 2007-2008        | Taranto          | C1               | 8          | 3          | CIC             | ?               | ?               | 8+     | 3+     |
| 2008-2009        | Taranto          | 1D               | 23         | 8          | CI+CILP         | 1+?             | 0+?             | 24+    | 8+     |
| Totale Taranto   | Totale Taranto   | Totale Taranto   | 31         | 11         |                 | 1+              | 0+              | 32+    | 11+    |
| 2009-2010        | Andria BAT       | 1D               | 16+1       | 1+0        | CILP            | ?               | ?               | 17+    | 1+     |
| Totale Carriera  | Totale Carriera  | Totale Carriera  | 480        | 131        |                 | 9+              | 3+              | 489+   | 134+   |

### Statistiche da allenatore
Statistiche aggiornate al 13 maggio 2025.
| Stagione            | Squadra         | Campionato      | Campionato | Campionato | Campionato | Campionato | Coppe nazionali | Coppe nazionali | Coppe nazionali | Coppe nazionali | Coppe nazionali | Coppe continentali | Coppe continentali | Coppe continentali | Coppe continentali | Coppe continentali | Altre coppe | Altre coppe | Altre coppe | Altre coppe | Altre coppe | Totale | Totale | Totale | Totale | % Vittorie | Piazzamento |
| Stagione            | Squadra         | Comp            | G          | V          | N          | P          | Comp            | G               | V               | N               | P               | Comp               | G                  | V                  | N                  | P                  | Comp        | G           | V           | N           | P           | G      | V      | N      | P      | %          | Piazzamento |
| ------------------- | --------------- | --------------- | ---------- | ---------- | ---------- | ---------- | --------------- | --------------- | --------------- | --------------- | --------------- | ------------------ | ------------------ | ------------------ | ------------------ | ------------------ | ----------- | ----------- | ----------- | ----------- | ----------- | ------ | ------ | ------ | ------ | ---------- | ----------- |
| nov. 2010-2011      | Taranto         | 1D              | 22+2       | 9+1        | 10         | 3+1        | CI+CI-LP        | -               | -               | -               | -               | -                  | -                  | -                  | -                  | -                  | -           | -           | -           | -           | -           | 24     | 10     | 10     | 4      | 41,67      | Sub., 4°    |
| 2011-2012           | Taranto         | 1D              | 34+2       | 19         | 13+1       | 2+1        | CI+CI-LP        | 2+1             | 1+0             | 0+0             | 1+1             | -                  | -                  | -                  | -                  | -                  | -           | -           | -           | -           | -           | 39     | 20     | 14     | 5      | 51,28      | 2°          |
| Totale Taranto      | Totale Taranto  | Totale Taranto  | 56+4       | 28+1       | 23+1       | 5+2        |                 | 3               | 1               | 0               | 2               |                    | -                  | -                  | -                  | -                  |             | -           | -           | -           | -           | 63     | 30     | 24     | 9      | 47,62      |             |
| 2012-mar. 2013      | Reggina         | B               | 31         | 7          | 13         | 11         | CI              | 4               | 3               | 0               | 1               | -                  | -                  | -                  | -                  | -                  | -           | -           | -           | -           | -           | 35     | 10     | 13     | 12     | 28,57      | Eson.       |
| mar.-mag. 2014      | Cremonese       | 1D              | 6+3        | 3          | 0+2        | 3+1        | CI+CI-LP        | -               | -               | -               | -               | -                  | -                  | -                  | -                  | -                  | -           | -           | -           | -           | -           | 9      | 3      | 2      | 4      | 33,33      | Sub., 4°    |
| feb.-mar. 2015      | Varese          | B               | 2          | 0          | 0          | 2          | CI              | -               | -               | -               | -               | -                  | -                  | -                  | -                  | -                  | -           | -           | -           | -           | -           | 2      | 0      | 0      | 2      | &0,00      | Sub., Eson. |
| lug.-ott. 2015      | Matera          | LP              | 5          | 1          | 2          | 2          | CI+CI-LP        | 1+0             | 0+0             | 0+0             | 1+0             | -                  | -                  | -                  | -                  | -                  | -           | -           | -           | -           | -           | 6      | 1      | 2      | 3      | 16,67      | Eson.       |
| ott. 2017-2018      | Catanzaro       | C               | 20         | 6          | 4          | 10         | CI-C            | -               | -               | -               | -               | -                  | -                  | -                  | -                  | -                  | -           | -           | -           | -           | -           | 20     | 6      | 4      | 10     | 30,00      | Sub., Eson. |
| giu.-ago. 2020      | Ascoli          | B               | 9          | 4          | 2          | 3          | CI              | -               | -               | -               | -               | -                  | -                  | -                  | -                  | -                  | -           | -           | -           | -           | -           | 9      | 4      | 2      | 3      | 44,44      | Sub., 14°   |
| dic. 2020-feb. 2021 | Brescia         | B               | 10         | 3          | 2          | 5          | CI              | -               | -               | -               | -               | -                  | -                  | -                  | -                  | -                  | -           | -           | -           | -           | -           | 10     | 3      | 2      | 5      | 30,00      | Sub., Eson. |
| lug.-ott. 2022      | Cosenza         | B               | 11         | 3          | 2          | 6          | CI              | 1               | 0               | 0               | 1               | -                  | -                  | -                  | -                  | -                  | -           | -           | -           | -           | -           | 12     | 3      | 2      | 7      | 25,00      | Eson.       |
| mar.-giu. 2025      | Reggiana        | B               | 7          | 4          | 0          | 3          | CI              | -               | -               | -               | -               | -                  | -                  | -                  | -                  | -                  | -           | -           | -           | -           | -           | 7      | 4      | 0      | 3      | 57,14      | Sub., 13º   |
| 2025-2026           | Reggiana        | B               | 0          | 0          | 0          | 0          | CI              | 1               | 0               | 1               | 0               | -                  | -                  | -                  | -                  | -                  | -           | -           | -           | -           | -           | 1      | 0      | 1      | 0      | &0,00      | in corso    |
| Totale Reggiana     | Totale Reggiana | Totale Reggiana | 7          | 4          | 0          | 3          |                 | 1               | 0               | 1               | 0               |                    | -                  | -                  | -                  | -                  |             | -           | -           | -           | -           | 8      | 4      | 1      | 3      | 50,00      |             |
| Totale carriera     | Totale carriera | Totale carriera | 164        | 60         | 51         | 53         |                 | 10              | 4               | 1               | 5               |                    | -                  | -                  | -                  | -                  |             | -           | -           | -           | -           | 174    | 64     | 52     | 58     | 36,78      |             |

## Palmarès

### Giocatore

#### Individuale
- Capocannoniere della Serie B: 1

1996-1997 (24 gol)